# Marvel Knights
A Marvel Knights, röviden csak MK a Marvel Comics egyik cégjelzése. A kiadó a Marvel Knights cégjelzése alatt olyan képregényeket publikál, melyek az idősebb kamaszokat, a 15 évnél nem fiatalabb korosztályát célozza meg. A komolyabb történetek ellenére a Marvel Knights kiadványai nem tartalmaznak csak felnőttek számára ajánlott témákat. Az MK kiadványok története 1998-ban kezdődött, mikor a Marvel a Black Panther, a Daredevil, a Punisher és az Inhumans című sorozatait Joe Quesada és Jimmy Palmiotti stúdiójára, az Event Comics-ra bízta. Az Event Comics gondoskodott a sorozatok alkotói gárdájáról, a Marvel pedig csak a kiadással foglalkozott. A Marvel azóta ismét saját alkotóira bízta a Marvel Knights jelzés alatt megjelenő kiadványai szerkesztését.